# Hystrichoscelus spathanum
Hystrichoscelus spathanum är en fjärilsart som beskrevs av Walsingham 1900. Hystrichoscelus spathanum ingår i släktet Hystrichoscelus och familjen vecklare. Inga underarter finns listade i Catalogue of Life.